# Blackgang Chine

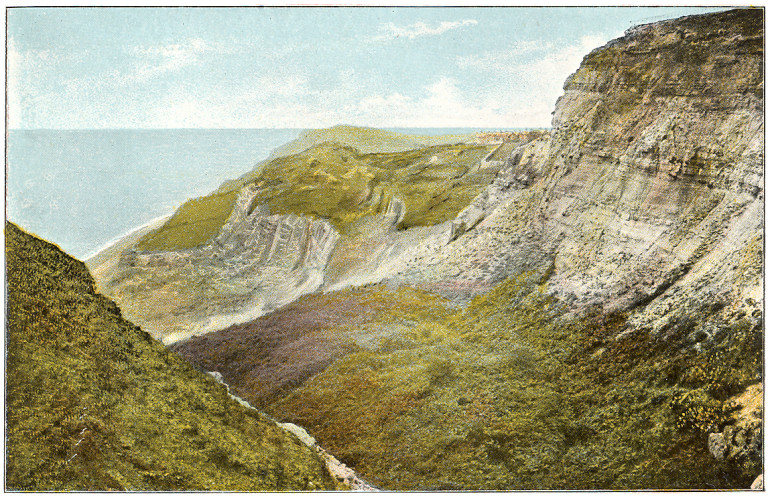
Blackgang Chine vers 1910

Blackgang Chine est un lieu où l'on trouve un ravin côtier naturel et qui est situé près de Ventnor, au sud de l'île de Wight, en Angleterre.
Le site est occupé depuis 1843 par le parc d'attractions Blackgang Chine amusement park.

## Histoire
Établi en 1843 par l'entrepreneur Alexander Dabell, ce parc est aujourd'hui le plus vieux du Royaume-Uni. À ses débuts, celui-ci proposait principalement à ses visiteurs quelques curiosités comme des reproductions en fibre de verre de dinosaures.

## Le parc d'attractions

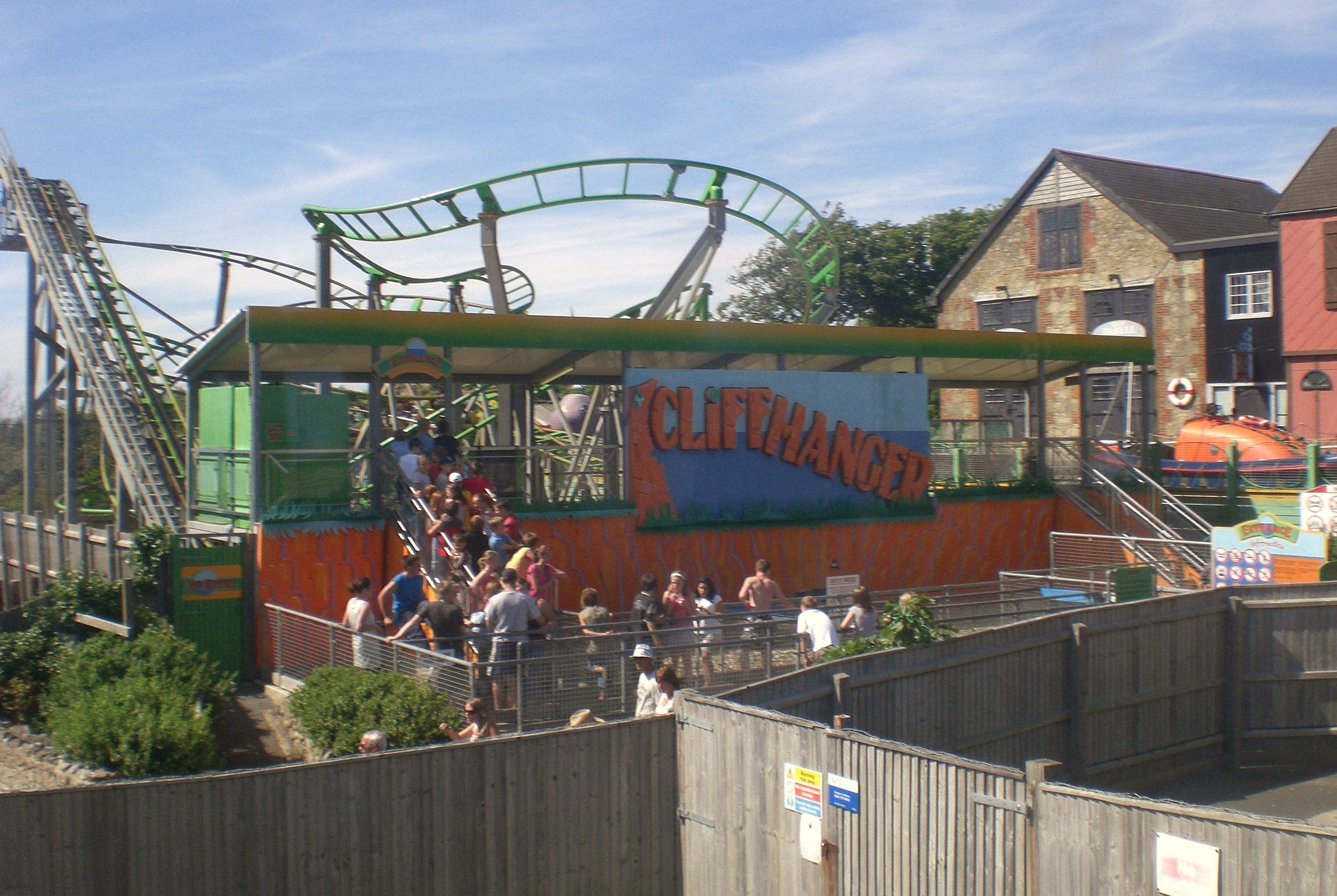
Cliffhanger

### Montagnes russes
- Cliffhanger - Montagnes russes en métal (ouvertes depuis le 28 mai 2005)

### Autres attractions
- Rumpus Mansion - Walkthrough
- FantasyLand
- NurseryLand
- Water Gardens & Maze
- Snakes and Ladders - Une version géante du jeu de société "Serpents et échelles" avec des toboggans.
- Dinosaurland - Dinosaures en fibre de verre (dont la plupart datent de 1972).
- Jungle Walk
- Buffalo Canyon
- The Triassic Club
- The Musical Pet Shop - Spectacle d'animatroniques
- Crooked House
- Fort Tortuga - Aire de jeu sur le thème des pirates.
- Smugglerland
- St Catherine's Quay
- Blackgang Sawmill
- Water Force - toboggan aquatique